# ETCR Icononzo

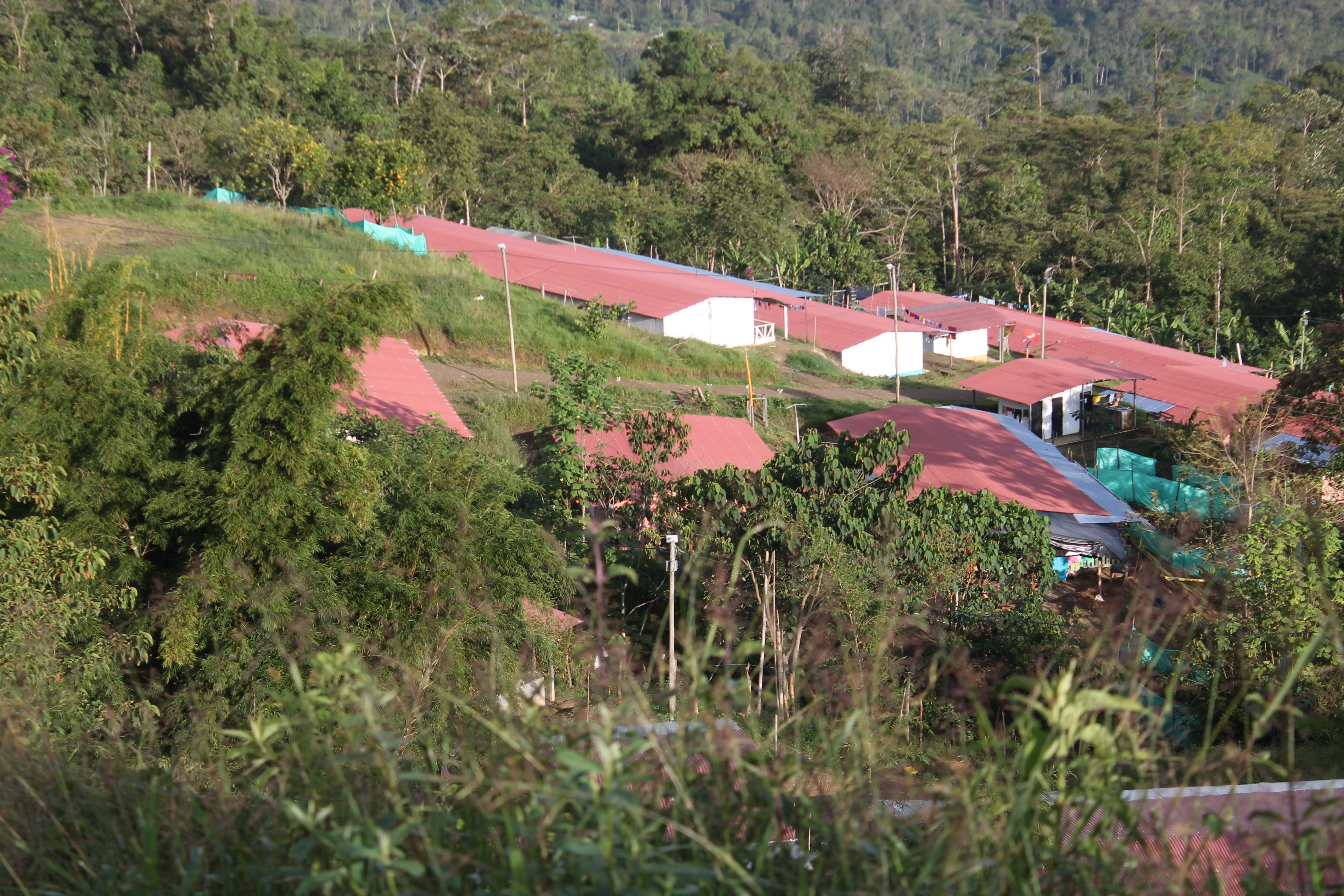
ETCR ubicado en la vereda La Fila, en Icononzo, Tolima.

El ETCR Icononzo es uno de los Espacios Territoriales de Capacitación y Reincorporación que el gobierno de Colombia implementó luego del acuerdo de paz entre el gobierno y las FARC-EP, está ubicado en la Vereda La Fila, en el municipio de Icononzo, Tolima.
Es un centro poblacional que alberga a más de 200 excombatientes de las FARC-EP, se caracteriza por ser uno de los únicos ETCR que han avanzando significativamente en el proceso de reincorporación de los excombatientes de las FARC-EP.

## Connotación histórica del territorio
El departamento del Tolima, que hoy acoge esta zona de reincorporación vio nacer a las FARC-EP en la década de los 60s y ha sido protagonista dentro de las dinámicas del conflicto armado en el país desde la época de los 40s, en un periodo determinado como La Violencia. Allí, los campesinos liberales del sur del departamento instauraron una guerra abierta contra la policía conservadora. El conflicto escaló, a punto tal que para la década de los 60s, influenciados por ideas comunistas provenientes sobre todo de Cuba, se conformaron en el departamento las primeras milicias comunistas y campesinas que darían origen a la guerrilla de las FARC-EP.
Posteriormente, en el desarrollo histórico de la guerra, esa región del país fue una de las más azotadas por la violencia, un poco, de manera que ubicar este ETCR en Icononzo pretende reparar la memoria colectiva haciéndola partícipe directa de la reincorporación de los excombatientes.

## Características de los excombatientes del ETCR
La mayoría de los excombatientes de las FARC-EP que están ubicados en el ETCR Icononzo eran milicias urbanas de las FARC-EP, pertenecientes sobre todo, al Frente Antonio Nariño y a otros frentes del Bloque Oriental de las FARC-EP.

## Implementación del acuerdo de Paz

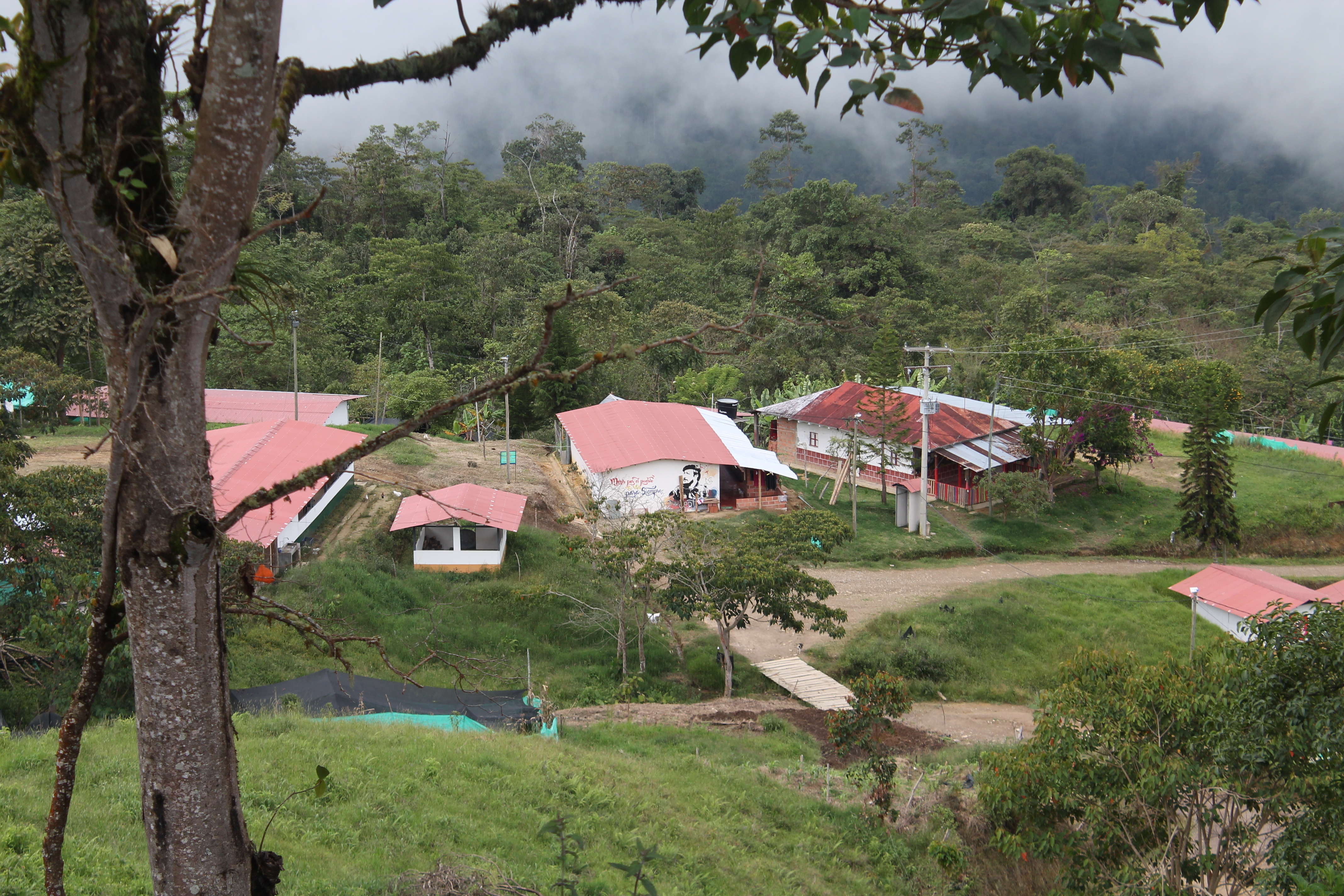
ETCR Icononzo

El ETCR de Icononzo es uno de los que más ha avanzado en el proceso de implementación de los acuerdos de paz, dado que la cercanía a Bogotá permite que los diferentes proyectos productivos sean eficientes y rentables para los excombatientes de las FARC-EP. 

##### Proyectos productivos del ETCR
La as actividades que se desarrollan para la gestión de recursos y para los excombatientes, son los proyectos productivos agrícolas e industriales. En el ETCR destacan las siguientes tres: 
- Línea productiva agrícola: Cultivo y comercialización de diferentes productos agrícolas tales como la papa, arracacha, cebolla, frijoles y frutos como fresas, manzanas y duraznos.
- Línea turística: Recorrido turístico desde el casco urbano de Icononzo, Tolima hasta la Vereda la Fila en el que se desarrollan diferentes actividades como narrativas del conflicto y reconocimiento del territorio.
- Línea Industrial: El proyecto productivo industrial es una planta y embotelladora de cerveza artesanal, nombrada La Roja, que ha tenido bastante reconocimiento a nivel nacional dados los altos estándares de calidad que cumple.

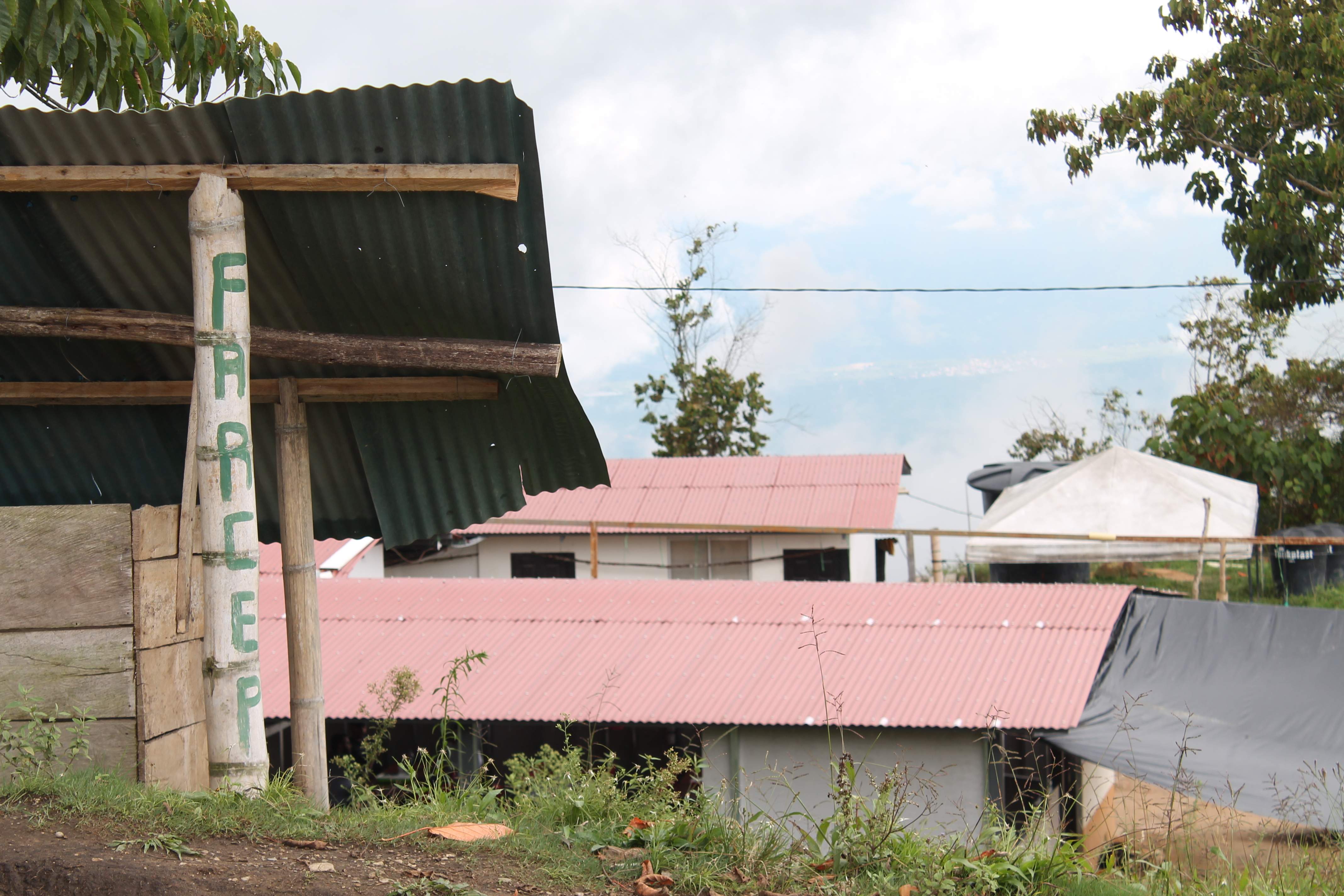
Planta de producción de cerveza artesanal en el ETRC Icononzo, Tolima.